# 田俊
田俊（英語：James Tien，1942年5月28日—），香港著名电影演员。他的主要作品一共多达70部，主要是动作片和功夫片，经常和李小龙、成龙、洪金宝等人一起出演电影，他主要是扮演坏人，2000年退休。

## 简介
1942年，田俊出生于广东省潮安县，后来於1958年随家人移居到香港。
他的演艺生涯开始于1960年代，加入邵氏兄弟。1969年跟随罗维拍摄电影而一举走红，后来加入嘉禾。1971年他曾和李小龙一起合演《唐山大兄》和《精武門》及原始版本《死亡的遊戲》等电影（但他與另一名合演者解元的戲份，在1978年上映版本《死亡遊戲》遭全數删除）。
1973年，李小龙去世后，他开始在電影中演出配角。
1976年，他在嘉禾和成龙、洪金宝、元彪一起合演电影。
1996年后他开始告别影坛，2000年正式退休。

## 作品
- 《少林门》飾演：石少峰
- 《三德和尚与舂米六》飾演：謝亞福
- 《飞渡卷云山》飾演：常無意
- 《唐山大兄》(The Big Boss)飾演：許劍
- 《精武門》(Fist Of Fury, USA：The Chinese Connection)飾演：家祺 (二師兄)
- 《死亡遊戲》飾演：同名角色
- 《拳精》飾演：桃花浪子陸青
- 《笑拳怪招》飾演：陳鵬飛
- 《奇谋妙计五福星》飾演：陳超
- 《神勇雙響炮》飾演：田警司
- 《雙龍出海》
- 《福星高照》飾演：香港監獄警官
- 《夏日福星》飾演：劉仁富
- 《龙的心》飾演：金田俊
- 《神勇雙響炮續集》
- 《最佳福星》飾演：隊長
- 殭屍家族 飾演：交通部督察
- 《表哥到》飾演：酒家經理
- 《富贵列车》飾演：曦宇
- 《东方秃鹰》
- 《龙腾虎跃》飾演：程俊南
- 《皇家師姐》飾演：田偉強
- 《五億探長雷洛傳》飾演：雷洛岳父白飯魚
- 《五亿探长雷洛传2》飾演：雷洛岳父白飯魚
- 《贏錢專家》飾演：泰國賭王乃猜